# Gerolamo Moretti
Gerolamo Moretti (Padova, XVII secolo – dopo il 1726) è stato un organaro italiano.

## Biografia
Nativo di Padova, figlio di Alessandro, giunse in Liguria al seguito di Giuseppe Fontanarosa, genovese, probabile allievo a Padova di Eugenio Casparini negli anni ottanta e novanta del Seicento. Gerolamo Moretti (nei documenti anche Amoretti, Moretto) lavorò infatti col Fontanarosa, del quale fu anche fideiussore per lavori all'organo della Cattedrale di San Michele Arcangelo ad Albenga, eseguiti tra il 1700 e il 1703.
Nei documenti è indicato come residente ad Albenga (Savona), dove probabilmente morì negli anni trenta del Settecento.

### Opere
- 1700-1703 Albenga (Savona), Cattedrale San Michele Arcangelo (trasferimento della monumentale cassa di Giorgio Botto dal coro alla controfaciata); lavori eseguiti con Giuseppe Fontanarosa.
- 1711 Finale Ligure (Savona), Organo ottavino di sei registri (quattro di Ripieno, Flauto e Voce umana) per Giulio Alfonso Valeriano Perello.
- 1712, 1715 Alassio (Savona), Collegiata di Sant'Ambrogio.
- 1725 Borghetto Santo Spirito (Savona), Chiesa di San Matteo.
- 1726 Diano Castello (Imperia), Chiesa di San Nicola (rimontaggio dell'organo della vecchia parrocchiale nella nuova chiesa, terminata tra il 1725 e il 1730).